# マックジョブ
マックジョブ（英語: McJob）とは、ほとんどスキルを必要とせず、社内での昇進のチャンスがほとんどない、低賃金で将来性のない仕事を意味するスラングである。この言葉は、ファストフード店の「マクドナルド」に由来するものであるが、マクドナルドだけでなく、就業にあたっての訓練がほとんど必要なく、スタッフの離職率が高く、管理者が労働者の業務に強く干渉するような、地位の低い仕事を表すのに使われる。

## 歴史
オックスフォード英語辞典(OED)によると、"McJob"という言葉は少なくとも1986年には使用されており、「サービス業の拡大によって生まれた、刺激の少ない低賃金の仕事」と定義されている。また、一般に職務保障がない。
この言葉は、アメリカの社会学者のアミタイ・エツィオーニによって作られたもので、1986年8月24日付の『ワシントン・ポスト』紙の記事、"McJobs are Bad for Kids"（マックジョブは子供達によって良くない）で初めて使用された。この言葉は、ダグラス・クープランドが1991年に発表した小説『ジェネレーションX-加速する文化のための物語』で使用されたことで一般に広まった。『ジェネレーションX』では、「低賃金、低地位、低尊厳、低給付の将来性のないサービス業の仕事。それに一度も就いたことのない人は、満足できる職業だと思っていることが多い」と書かれている。
この言葉は、1994年の小説『インターフェイス』（ニール・スティーヴンスン、ジョージ・ジュズベリー著）に登場し、「短時間・低賃金の職に就くこと」を抽象的に表現している。1999年のイギリス映画『ヒューマン・トラフィック』では、登場人物の一人が一般的なハンバーガーショップで働く様子が「マックジョブ」と呼ばれている。
この言葉は、2003年に『メリアム＝ウェブスター大学辞典』に掲載されたが、その際にはマクドナルド社からの強い反対があった。マクドナルド社のCEOのジム・カンタルーポは、メリアム＝ウェブスターへの公開状の中で、この定義は全てのレストラン従業員に対して「顔面を平手打ち」するようなものだと非難し、「『マックジョブ』のより適切な定義は、『責任を教える』ことであろう」と述べた。これに対してメリアム＝ウェブスターの編集部は、「自分たちの定義が正確で適切である」と回答し、「マックジョブを生んでいる会社こそが、むしろ従業員を侮辱している」して却下した。
2007年3月20日、BBCは、マクドナルドのイギリス法人がOEDの「マックジョブ」の定義を変更させるための公的請願を計画していると報じた。マクドナルド社のLorraine Homerは、この定義は「時代遅れで不正確」だと感じていると述べている。マクドナルドのイギリス法人のCEOのPeter Beresfordは、この言葉を「イギリス中の67,000人のマクドナルド従業員のハードワークと献身を卑下している」と表現した。同社は、「マックジョブ」の定義を「刺激的で、やりがいがあり、一生もののスキルを提供する仕事」に書き換えることを希望している。
マクドナルド社によるこれらのコメントは、辞書は言語の使い方を「判断するもの」ではなく、「単にそれを記録するだけのもの」であるという原則に反しており、他の軽蔑的な用語の定義を歪めてしまう前例となってしまうであろう。マクドナルド社は、全ての従業員に請願に署名してもらおうとしたが、多くの従業員は、辞書の現在の定義の方が正確であるという理由で拒否した。
前述のメリアム＝ウェブスターの新版に「マックジョブ」が掲載された際の議論の中で、マクドナルド社の関係者は、商標権に基づいて同社が訴訟を起こす可能性を示唆したが、実際には訴訟は起こされなかった。
イギリスのマックリーベル裁判（マック名誉棄損裁判）では、裁判官は「世界的にマクドナルドの従業員が給与や条件の面で悪い」ということを言うのは公平であると判断した。
マクドナルド社は"McJOBS"という単語を、「障害者をレストラン従業員として育成する」ことを指す名称として1984年に商標登録した。この商標は米国特許商標庁から取消宣言を受け、1992年2月に失効した。1992年10月に『ジェネレーションX』のペーパーバックが出版された後、マクドナルド社はこの商標を復活させた。
2020年アメリカ合衆国大統領選挙によりアメリカ合衆国副大統領になったカマラ・ハリスおよび配偶者（アメリカ合衆国のセカンドレディ・セカンドジェントルマン）のダグ・エムホフは、ともに学生時代にマクドナルドでアルバイトをした経験があることを告白している。ダグ・エムホフは、月間最優秀従業員に選ばれたこともあった。

## 言葉の的確さ
地域のフランチャイズ・オーナーによって、労働者の待遇に大きな差があることが多い。中には、新入社員として入社した後、副店長や店長になり、長年同じフランチャイズで働き続ける社員もいるが、これは例外的なことである。マクドナルド社は、同社のCEOであるジム・スキナーは最初は一般のレストラン従業員であったことや、トップ50人のマネージャーのうち20人が一般のクルーとして働き始めたことを宣伝している。
マクドナルドの元CEOのジム・カンタルーポによれば、ファストフードの仕事は退屈で頭を使わないという認識は不正確であり、現在マクドナルドのフランチャイズ経営者のうち千人以上がカウンターで仕事を始めているという。この主張は、マクドナルドには40万人以上の従業員がおり、離職率も高いため、それらは例外的なものであると批判されている。
2006年、マクドナルド社はイギリスで、マックジョブに対する人々の認識を改めるための広告キャンペーンを行った。これは、Barkers Advertising社が開発し、ユニヴァーシティ・カレッジ・ロンドンの心理学教授エイドリアン・ファーナムが行った調査により裏付けられたもので、マクドナルドで働くことのメリットを強調し、"Not bad for a McJob"（マックジョブにしては悪くない）と述べている。マクドナルド社はその主張に自信を持ち、ロンドンのピカデリーサーカスの巨大スクリーンでキャンペーンを展開した。